# Aquarium de Montréal
L'Aquarium de Montréal, connu aussi sous le nom d'Aquarium Alcan, était un aquarium public sur l'Île Sainte-Hélène à Montréal. L'établissement fut construit en 1966 au parc d'attractions La Ronde pour l'Exposition universelle de 1967 et fut fermé en septembre 1991. L'idée de cet aquarium avait été lancée en 1937 par Jules Brunel et Marcel Cailloux, deux biologistes, et appuyée par l'Association canadienne française pour l'avancement des sciences.
Ce pavillon de l'Expo 67 était commandité par la compagnie d'aluminium Alcan, en coentreprise avec la ville de Montréal.

## Animaux
L'Aquarium de Montréal possédait de nombreux animaux marins, dont des manchots et des dauphins. Ces derniers pouvaient aller dans le Lac des Dauphins, situé à proximité de l'aquarium, à l'aide d'un tunnel souterrain afin de donner des spectacles avec des entraineurs spécialisés.

## Déclin, nouveau défi et fermeture
Après une grève des travailleurs en février 1980, deux dauphins sont morts de faim. Les dauphins survivants ont été envoyés à la Flipper's Sea School (maintenant connue sous le nom de Dolphin Research Center (en)), une attraction basée en Floride.
En 1988, la ville avait l'intention de déménager l'aquarium au Vieux-Port, mais ceci n'a pas eu lieu à cause de la récession du début des années 1990.
Le 15 septembre 1991, l'aquarium ferme officiellement ses portes et certains des animaux, ceux du golfe du Saint-Laurent ainsi que les manchots, sont transférés au Biodôme[réf. souhaitée]. Les poissons exotiques, les reptiles, les requins et autres animaux tropicaux ont été dirigés vers d'autres sites au Canada ou aux États-Unis[réf. souhaitée]. Quatre requins ont été tués
L'ancien site de l'aquarium appartient maintenant au parc d'attraction La Ronde. À partir de 1995 jusqu'en 2006, le cirque marin servait d'outil promotionnel pour Nintendo, renommé durant cette période "Mégadôme Nintendo". L'installation présentait l'historique des jeux du géant Japonais et les dernières innovations que la compagnie offrait. Chaque jour, de nouveaux événements et concours y prenaient place. Le bâtiment de l'aquarium lui-même, partiellement détruit, accueille aujourd'hui un restaurant Lafleur, alors que le cirque marin abrite une maison hantée.

## Nouveau projet d'aquarium
Le projet Royalmount est le site d'un nouvel Aquarium de Montréal, prévue en 2024.